# Paramimistena dembickyi
Paramimistena dembickyi là một loài bọ cánh cứng trong họ Cerambycidae.